# ایوان کرستانوویچ
ایوان کرستانوویچ (کرواتی: Ivan Krstanović؛ زادهٔ ۵ ژانویهٔ ۱۹۸۳) یک بازیکن فوتبال اهل کرواسی است.
وی سابقه بازی در تیم‌های تومسیلاو، درینوفسی، پوسوشه، زاگرب، دینامو زاگرب، رییکا و زادار را دارد.